# Grønne hjerter
Grønne hjerter er en dansk romantisk komedie, der er skrevet og instrueret af Preben Lorentzen. Filmen var hans debut som instruktør og manuskriptforfatter. Filmen er producenteret uden statsttøtte.

## Handling
Handlingen kredser om de tre cykelbude Epo (Hassan Preisler), Farfar (David Rousing) og Dingo (Stanislav Sevcik), der alle er i 30'erne og hører til blandt veteranerne blandt de grønne bude i København. Mens Farfar og Dingo har stiftet familie for længst, følger vi Epos møde med kærligheden og de problemer, det giver for de tres indbyrdes forhold.

## Medvirkende
- Hassan Preisler
- David Rousing
- Stanislav Sevcik
- Laura Bach
- Marina Bouras
- Gry Bay
- Albert Bendix
- Lisa M. Bentzen
- Christine Albeck Børge
- Maria Kaas
- Rikke Wölck
- Julie Buch
- Martin Plouborg
- Stine Sonne Sørensen
- Tony Costa
- Thomas Andreasen
- Jan Madsen
- Thomas Frederiksen
- Trine Tvedegaard
- Mia Willman
- Kristina May
- Rasmus Gjersing
- Anne Katrine Hermansen
- Cosmin Craciunescu
- Ann Louise Sæmer

## Eksterne Henvisninger
- Grønne hjerter på Internet Movie Database (engelsk)
- Grønne hjerter på Filmdatabasen
- Grønne hjerter på danskefilm.dk
- Grønne hjerter på danskfilmogtv.dk
- Grønne hjerter på Scope
- Grønne hjerter på The Movie Database (engelsk)
- Grønne hjerter på Filmaffinity (engelsk)